# Naomi Adriaansz
Naomi Adriaansz (Breda, 18 december 1980) is een Nederlandse tenorsaxofonist.

## Biografie
Naomi Adriaansz is geboren te Breda en nog steeds woonachtig in Breda. Op zevenjarige leeftijd ontdekte zij de jazz en in bijzonder de nummers "Take Five" van Dave Brubeck en Paul Desmond en "My Baby Just Cares For Me" van Nina Simone.
Ze begon op haar 7e met blokfluit spelen en kort daarna de elektrische saxofoon waarmee ze in de basisschool band speelde. Daarna volgde drums, Franse hoorn en dwarsfluit. Op twaalfjarige leeftijd ontdekte zij het jazzy en soul geluid van de saxofoon. Ze volgde klassieke muzieklessen bij de plaatselijke harmonie en maakte na enkele jaren de overstap maakte naar diverse bigbands en jazzbands.

## Muziek
Naomi Adriaansz is (inter)nationaal bekend voor het spelen van funk, jazz, smoothjazz, blues en popmuziek. Ze deelde het podium met bekende jazz- en bluesartiesten zowel uit Nederland als uit de Verenigde Staten.
Samen met Tim Welvaars (jazz harmonica & piano) vormt zij het duo Amsterdam Connection; een jazz-duo dat in februari 2017 het in Los Angeles opgenomen album "Isn't She Lovely" lanceerde. Dit is een album met 10 bekende songs van Stevie Wonder geproduceerd door de met een Grammy Award bekroonde producer Paul Brown. Op dit album speelden bekendheden mee: Nathan East (basgitaar), Paul Brown (gitaar), Marc Antoine ( jazz fusion gitaar) en Jesse J (fluit). Het album haalde de Amerikaanse Smooth Jazz Album Top 50 en het nummer "Creeping" van het album haalde de "Smooth Jazz Top 100".

### Organisatorische jazzactiviteiten
Naast haar activiteiten met het duo Amsterdam Connection treedt Adriaansz op met andere bands, haar eigen groep en samen met DJ's. Tevens is zij regelmatig mede-organisator van tal van jazz-georiënteerde activiteiten. Ze organiseert jaarlijks het project "Jazz Project voor Basisscholen", een project waar zij kinderen van het basisonderwijs kennis laat maken met jazzmuziek.

## Single
In januari van 2019 brengt Naomi haar eerste eigen single uit met de titel Soul Smile.

In oktober 2019 volgt haar tweede singel Bye For Now - BFN